# 卡蘭吉田火山
卡蘭吉田火山是印度尼西亞北蘇拉威西省的火山，位於錫奧島北部，自1675年有41次火山爆發，是印度尼西亞最活躍的火山之一。1997年3人因火山爆發造成的火山碎屑流死亡。2010年8月6日，卡蘭吉田火山爆發，熔岩和火山灰噴至數百米高空，4人失蹤。

## 外部連結
- Volcanological Survey of Indonesia（页面存档备份，存于）